# Vivement dimanche (émission de télévision)
Pour les articles homonymes, voir Vivement dimanche.
Vivement dimanche est une émission de télévision française diffusée sur France 2 du 20 septembre 1998 au 26 juin 2022 et sur France 3 depuis le 28 août 2022 et présentée par Michel Drucker depuis le 20 septembre 1998. 
Le 28 septembre 2003, l'émission fête sa 200e, en même temps que la 40e saison de télévision de l'animateur. La 600e émission a été diffusée le 24 novembre 2013. 
L'émission est tournée au Studio Gabriel le mercredi après-midi.
Le programme est arrêté le 26 juin 2016 au bout de la dix-huitième saison, dans un souci de renouvellement. Toutefois, après deux ans d'absence, l'émission fait son retour à partir du 26 août 2018, dans la même case horaire.

## Principe
Michel Drucker reçoit chaque semaine sur son canapé rouge une personnalité du monde du spectacle (chanteur, acteur, humoriste, animateur…), du monde sportif ou encore de la politique qui évoque sa vie, ses passions, son parcours et son métier au travers de portraits, d'amis et de vedettes invités et de différentes rubriques. 
L'émission se poursuit dans Vivement dimanche prochain, d'abord diffusé de 18 h 50 à 19 h 45 de 1998 à 2016 puis juste après Vivement dimanche à partir de la rentrée 2018. Entre 2016 et 2018, en raison de la suppression de Vivement dimanche, seule Vivement dimanche prochain était maintenu à l'antenne.
L'émission de retour le 28 mars 2021 est raccourcie à 45 minutes au lieu de 60 avec Michel Drucker après 6 mois d'absence.
Vivement dimanche est diffusée sur France 3 depuis la rentrée 2022/2023 à 13h30.

## Diffusion
De septembre 1998 à juin 2016, l'émission est diffusée chaque dimanche après-midi de 14 h 15 à 16 h 10.
Le 26 juin 2016, la dernière émission est diffusée après 18 ans d'antenne. Elle est remplacée par On n'est pas couché, le meilleur dès le 28 août 2016. L'émission Vivement dimanche prochain est rallongée d'une heure, diffusée de 18 h 25 à 19 h 50 à partir de cette même date.
Après deux ans d'absence, l’émission fait son retour à l'antenne à partir du 26 août 2018. Elle est diffusée tous les dimanches de 14 h 20 à 15 h 30 et est directement suivie de Vivement dimanche prochain.
À partir du 28 août 2022, l'émission est diffusée sur France 3 chaque dimanche après-midi de 13 h 30 à 15 heures.

## Audiences
Elle rassemble 2 millions de téléspectateurs en moyenne, soit 12,5 % du public[réf. nécessaire].
| Chaîne   | Date de diffusion         | Invité                                                                | Audience                         | Audience | Références        |
| Chaîne   | Date de diffusion         | Invité                                                                | Nombre de téléspectateurs        | PDM      | Références        |
| -------- | ------------------------- | --------------------------------------------------------------------- | -------------------------------- | -------- | ----------------- |
| France 2 | Dimanche 19 novembre 2000 | David Douillet                                                        | 3 997 949                        | 26,5 %   | [ 6 ]             |
| France 2 | Dimanche 22 février 2002  | Jacques Chirac                                                        | 5 500 000                        | 37,1%    | [ 7 ]             |
| France 2 | Dimanche 3 novembre 2002  | Mireille Mathieu                                                      | 3 800 000 [Information douteuse] | ? %      | [ 8 ]             |
| France 2 | Dimanche 4 novembre 2007  | Dorothée                                                              | 2 950 000                        | 23,4 %   | [ 9 ]             |
| France 2 | Dimanche 29 novembre 2009 | Jacques Chirac                                                        | 3 500 000                        | 25 %     | [réf. nécessaire] |
| France 2 | Dimanche 20 novembre 2011 | Sylvie Vartan                                                         | 3 760 000                        | 16,7%    | [ 10 ]            |
| France 2 | Dimanche 11 décembre 2011 | Nolwenn Leroy                                                         | 2 869 000                        | 20 %     | [ 11 ]            |
| France 2 | Dimanche 2 décembre 2012  | Serge Lama                                                            | 2 900 000                        | 20,8 %   | [ 12 ]            |
| France 2 | Dimanche 14 avril 2013    | Jean-Paul Belmondo                                                    | 2 500 000                        | 24,7 %   | [ 13 ]            |
| France 2 | Dimanche 5 octobre 2014   | Omar Sy                                                               | 2 900 000                        | 15,1 %   | [réf. nécessaire] |
| France 2 | Dimanche 1er février 2015 | Michel Cymes                                                          | 2 570 000                        | 16,1 %   | [réf. nécessaire] |
| France 2 | Dimanche 19 avril 2015    | Michel Galabru                                                        | 1 770 000                        | 13,9 %   | [ 14 ]            |
| France 2 | Dimanche 17 mai 2015      | Charlotte de Turckheim                                                | 1 340 000                        | 12,3 %   | [ 15 ]            |
|          | Dimanche 21 mars 2021     | Gad Elmaleh, Les Chevaliers du Fiel, Anne Roumanoff, Laurent Gerra... | 1 550 000                        | 12,4%    | [ 16 ]            |
|          | Dimanche 26 avril 2021    | Sheila                                                                | 1 020 000                        | 9,3%     | [ 17 ]            |
| France 3 | Dimanche 22 octobre 2022  | Philippe Lellouche                                                    | 1 030 000                        | 8,4%     | [ 18 ]            |
| France 3 | Dimanche 13 novembre 2023 | Hommage à Joe Dassin                                                  | 1 000 000                        | 7,9%     | [ 19 ]            |
| France 3 | Dimanche 14 janvier 2024  | Jean-Luc Reichmann                                                    | 1 050 000                        | 8,1%     | [ 20 ]            |
| France 3 | Dimanche 26 février 2024  | Sylvie Vartan                                                         | 1 200 000                        | 10,3%    | [ 21 ]            |
| France 3 | Dimanche 12 novembre 2024 | Orlando                                                               | 1 000 000                        | 8,8%     | [ 22 ]            |
|          | Dimanche 29 décembre 2024 | Patrick Sébastien                                                     | 1 240 000                        | 10,5%    | [ 23 ]            |
|          | Dimanche 9 février 2025   | Mimie Mathy                                                           | 1 004 000                        | 9,4%     | [ 24 ]            |

Légende :
- Le plus haut chiffre d'audience